# Осенний букет
«Осенний букет» — портрет старшей дочери художника Веры Ильиничны Репиной (1872—1948), написанный Ильёй Репиным в 1892 году в имении «Здравнёво», которое он приобрёл незадолго до этого, получив деньги за картину «Запорожцы». Картина была представлена на выставке Репина в Малом дворце в Париже с 5 октября 2021 года по 23 января 2022.
В письме к дочери Толстого Татьяне Львовне Репин писал:

Начинаю портрет Веры, посреди сада с большим букетом грубых осенних цветов, с бутоньеркой тонких, изящных; в берете, с выражением чувства жизни, юности, неги.